# 池袋FIELD
池袋FIELD（いけぶくろフィールド）は、東京都豊島区西池袋にあるライブハウス。

## 概要
ミュージシャンの山石敬之がオーナーを務めるライブハウスで、自らの音楽活動の拠点として2012年9月22日にオープン。杮落とし公演は、オーナーの山石自らのソロライブ。
同会場に出演するアーティストらが、FIELDにファンが入り切れなくなるくらいに成長して、いつか羽ばたいていくことを目指している。
備え付けのドラムセットは、山石と親交の深いそうる透のプロデュースである。
2020年、新型コロナウイルスの影響により同年5月一杯までの休業が決定。その後6月7日より無観客での配信限定公演、7月17日より客入れでの営業を再開した。

## 音翼塾
池袋FIELDではライブハウス業務以外に、出演者の演奏力強化のためのスクール「音翼塾」を開いており、シンガーソングライター科とボーカル専科の2つのコースを設けている。
講師はオーナーの山石（シンガーソングライター科）と、ボイストレーナーの浅見昴生（シンガーソングライター科・ボーカル専科の兼任）が務める。

## キャパシティ
- テーブル＆椅子	30人
- 椅子のみ  50人
- 椅子＆スタンディング	70人

※オールスタンディングは不可

## アクセス
- 池袋駅西口より徒歩5分
- エチカ池袋（地下街）『C7』出口より徒歩2分